# 體積流率
體積流率（volumetric flow rate，volume flow rate）又称体积速度（volume velocity），是在流體力學及水力學中的物理量，是指單位時間通過特定表面的流體體積，常用大寫字母Q表示。國際標準制的單位為m3 s-1。英制下的體積流率單位為ft3/s。
體積流率和體積通量不同。後者是指單位截面積下的體積流率，常用小寫字母q表示，國際標準制的單位為m3/(m2 s)=m s-1。將一截面積下的體積通量對面積積分，即可得到體積流率。达西定律常用來說明流體在多孔物質下的體積通量。
體積流率在国际单位制的單位是立方公尺每秒 （m3/s）。另一個常用單位是標準立方公分每分（SCCM）。美制单位和英制单位的體積流率單位是立方英尺每秒（ft3/s）或加仑每秒（美制或是英制的單位定義）。在海洋学中會使用非國際標準值單位斯维德鲁普（符號Sv）表示，1 Sv等於260,000,000 US gal/s。等於國際單位制導出單位的立方粨每秒（符號：hm3/s或hm3⋅s−1）。斯维德鲁普單位得名自哈拉爾德·斯維德魯普，此單位只用在海洋学，量測洋流的體積流率。

## 基本定義
體積流率的基本定義如下：
{\displaystyle Q={\frac {\Delta V}{\Delta t}}} .
其中
- Q為體積流率。
- ΔV為經過特定表面的流體體積。
- Δt為經過的時間。

當ΔV及Δt都趨近無窮小量時，上述的定義會用以下的微分形式表示：
{\displaystyle Q={\frac {{\rm {d}}V}{{\rm {d}}t}}}